# Otthia dryadis
Otthia dryadis är en svampart som tillhör divisionen sporsäcksvampar, och som beskrevs av Lennart Holm och Andrea Nograsek. Otthia dryadis ingår i släktet Otthia, klassen Dothideomycetes, divisionen sporsäcksvampar och riket svampar. Arten är reproducerande i Sverige.